# Michael Swango
Joseph Michael Swango (Tacoma, 21 ottobre 1954) è un serial killer ed ex medico statunitense.
Si stima che Swango sia stato coinvolto in ben 60 avvelenamenti fatali di pazienti e colleghi, anche se ha ammesso solo di aver ucciso quattro persone. È stato condannato nel 2000 a tre ergastoli consecutivi presso il carcere di massima sicurezza ADX Florence in Colorado.
| Controllo di autorità | VIAF (EN) 14103462 · ISNI (EN) 0000 0000 3749 5423 |